# Natalia Vieru
Natalia Stanislavovna Vieru (rusă Наталья Станиславовна Виеру; n. 25 iulie 1989, Chișinău, RSS Moldovenească, URSS) este o jucătoare de baschet ruso-moldoveancă. Este membră a echipei naționale feminine de baschet a Rusiei și a concurat la Jocurile Olimpice de vară din 2012.
În afară de la echipa națională, joacă pentru clubul rus UMMC Ekaterinburg pe postul de centru. UMMC Ekaterinburg a fost unul dintre cele mai de succes cluburi din Rusia în ultimii ani.

## Echipa națională
Cu o înălțime de 2 metri, ea este în prezent cea mai înaltă jucătoare din echipa națională a Rusiei (2015/2016). Rusia s-a clasat pe locul patru la Jocurile Olimpice din 2012, dar nu s-a calificat pentru Jocurile din 2016, clasându-se a șasea la Eurobasket 2015, competiție care a servit ca turneu de calificare pentru jocurile Olimpice.

## Principalele realizări
- Locul 1 – EuroLeague Women (2008, 2009, 2010, 2016)
- Locul 1 – Supercupa Women (2009, 2010)
- Locul 1 – Campionatul Rusiei (2008, 2016, 2017)
- Locul 2 – Campionatul Rusiei (2009, 2010, 2011, 2013, 2015)
- Locul 3 – Cupa Rusiei (2015)
- Locul 4 - Jocurile Olimpice de la Londra (2012)
- Locul 1 – UMMC Cana (2015, 2016)
- Locul 1 – Campionatul Slovacii (2012)
- Locul 1 – Cupa Slovaciei (2012)
- Locul 1 – U20 European Championship Women (2008)
- Locul 3 – Campionatul European U18 Feminin (2007)
- MVP-ul Campionatului Slovaciei (2012)[6]
- De 3x Cel mai bun tânăr jucător de baschet rus (2007, 2008, 2009)
- MVP U20 European Championship Women (2008)